# Bianca (soap opera)
Bianca (Bianca - Wege zum Glück) è una soap opera tedesca composta da 224 episodi andati in onda in Germania tra il 2004 e il 2005. 
Dopo la sua fine ha dato origine a una nuova soap opera, Julia - La strada per la felicità, trasmessa in Italia su Rai 3.

## Descrizione
In Italia, Bianca è stata trasmessa per la prima volta su Rete 4 venerdì 4 aprile 2008 alle ore 21.00, prima di Tempesta d'amore. In quell'occasione totalizzava 1.701.000 spettatori con il 6,51% di share. Il venerdì successivo Bianca è stata spostata in seconda serata, dopo Tempesta d'amore, ma gli ascolti sono peggiorati (l'11 aprile faceva 1.236.000 spettatori col 5,61% di share). Poi è stata programmata dal lunedì al venerdì alle 12:30 dove raccoglieva di media solo il 5%. In seguito la soap è stata definitivamente anticipata alle ore 10.30, dove sembra aver trovato la giusta collocazione, con uno share medio del 10%. In Italia, si è conclusa il 13 febbraio 2009.
La soap ritorna a gran sorpresa nella mattina di Rete 4: da Lunedì 26 ottobre 2009 andrà in onda dalle 09:45 alle 10:30.
Nel novembre 2008 è stato reso noto che Bianca avrà un sequel, composto da tre lungometraggi, tre film: il primo si intitolerà Bianca - Für jetzt und immer ("Bianca - Ora e per sempre"), il secondo Bianca - Das Böse der Verganheit ("Bianca - Il male del passato"), e il terzo Bianca - Der Kinder stummer Schrei ("Bianca - L'urlo silenzioso dei bambini"). Ancora non è stato annunciato quando inizieranno le riprese.
Finite le riprese di Bianca - La strada per la felicità, i produttori hanno realizzato una specie di sequel, trasmesso in Italia su Rai 3, col nome di Julia - La strada per la felicità.
Dal maggio 2010 la soap va in onda in replica su La5 alle 6:55, inoltre l'emittente tv ha comunicato che la saop verrà proposta ancora sempre la mattina!

## Trama
La soap parla di una ragazza, Bianca Berger (successivamente Bianca Wellingoff), che è stata in carcere per 4 anni, perché accusata ingiustamente di incendio doloso in cui perse la vita il padre. Dopo essere stata scarcerata, è pronta a rifarsi una vita accanto alla cugina Katy Neubauer (successivamente Katy Wellingoff), che la ospita. Bianca incontra per caso il ricco figlio di un banchiere, Oliver Wellingoff, il quale le trova lavoro come domestica presso la villa in cui abita con la famiglia. Nasce subito una tormentata storia d'amore tra i due, ostacolata dalla gravidanza e dall'imminente matrimonio di Oliver con la sua storica compagna Judith. Tra gli altri protagonisti vi è Pascal, il fratellastro di Oliver, che viene riaccolto in famiglia dal padre, ma che in realtà vuole solo danneggiare la famiglia Wellinghoff: Pascal, nel corso della soap cercherà di fare breccia nel cuore di Bianca, provocando le gelosie di Oliver.
Nel corso della soap Katy confessa alla cugina Bianca, la vera causa della morte del padre: la Wellingorff, sparse la benzina dappertutto, poi accese un fiammifero facendo esplodere la casa.
Per caso Katy litiga con Pascal e questo muore con un incidente con l'auto Katy si butta dall'auto. Tutti la credono morta: in realtà fugge e gira per gli ospedali fingendo di essere in coma.

## La capostipite di un genere
Bianca è stata la prima soap opera prodotta dalla Germania. Il suo successo ha contribuito nel giro di pochi anni alla diffusione del genere con la produzione di nuovi prodotti, nei quali spesso si ripetono moduli narrativi, intrecci e ambientazioni di cui Bianca è stata maestra.
Il portentoso successo di Bianca ha inoltre ispirato i produttori USA nella produzione del telefilm Monarch Cove.

## Personaggi e interpreti
- Bianca Wellinghoff, nata Berger, interpretata da Tanja Wedhorn e doppiata da Ilaria Stagni.
- Oliver Wellinghoff, interpretato da Patrik Fichte e doppiato da Stefano Benassi.
- Sofia Wellinghoff, interpretata da Jytte-Merle Böhrnsen e doppiata da Francesca Manicone.
- Ariane Wellinghoff, interpretata da Kerstin Gähte e doppiata da Barbara Castracane.
- Alexander Wellinghoff, interpretato da Peter Hladik e doppiato da Gino La Monica.
- Katy Wellinghoff, nata Neubauer, interpretata da Nicola Ransom e doppiata da Giuppy Izzo.
- Edmund "Eddie" Behringer, interpretato da Christoph Mory e doppiato da Massimiliano Manfredi.
- Georg Behringer, interpretato da Uwe Zerbe e doppiato da Eugenio Marinelli.
- Denise Richter, interpretata da Nadja Robiné e doppiata da Sabrina Duranti.
- Maren Heilmann, interpretata da Joana Schümer e doppiata da Chiara Salerno
- Bärbel Krause, interpretata da Birgit Wiedel Weidinger e doppiata da Francesca Guadagno.
- Sven Heysenberg, interpretato da Jorres Risse e doppiato da Gianluca Tusco.
- Matthias Rüger, interpretato da Andreas Hutzel e doppiato da Francesco Venditti.
- Tina Rüger, interpretata da Eva Klemt e doppiata da Stella Musy.
- Judith Wellinghoff, nata Simon †, interpretata da Elisabeth Sutterlüty e doppiata da Barbara De Bortoli.
- Pascal Wellinghoff †, interpretato da Michael Rotschopf e doppiato da Francesco Prando.
- Heiko Berger, interpretato da Ralph Kretschmar e doppiato da ?.
- Ursula Berger †, interpretata da Annemone Haase e doppiata da Vanna Busoni.

## Curiosità
- Il personaggio Katy Wellingoff, interpretata da Nicola Ransom, compare nella soap opera Julia - La strada per la felicità: dopo il "risveglio dal coma", diventa complice di Annabelle Gravenberg, della quale finge di essere la nipote soprannominandosi così Katy Krüger (cognome di nascita di Annabelle); anche qui finge di morire in un incidente d'auto, ma, dopo quest'ultimo telefona ad Annabelle dicendole che era viva (la prima frase è stata "Tanti saluti dall'aldilà!"). In questa soap, però, non è più doppiata da Giuppy Izzo, ma da Laura Romano.
- Il personaggio Bärbel Krause, interpretata da Birgit Wiedel Weidinger, compare anche nella soap Wege zum Glück - Spuren im Sand, interpretando lo stesso ruolo.
- Annemone Haase, che in questa soap interpreta Ursula Berger nella soap La strada per la felicità interpreta Hedwig Wiegand, la perpetua del cimitero di Falkental, doppiata non più da Vanna Busoni, ma da Antonia Forlani.